# Crotalaria spathulato-foliolata
Crotalaria spathulato-foliolata är en ärtväxtart som beskrevs av Antonio Rocha da Torre. Crotalaria spathulato-foliolata ingår i släktet sunnhampor, och familjen ärtväxter. Inga underarter finns listade i Catalogue of Life.